# کاتینون
کاتینون (به انگلیسی: Cathinone) یک سایکو اکتیو محرک است. این ماده یک آلکالوئید مونو آمین می‌باشد که در درختچه قات یافت می‌شود.
از لحاظ شیمیایی شباهت زیادی به افدرین، کاتین، مت‌کاتینون و سایر آمفتامین‌ها دارد. به علت داشتن گروه عاملی کتون از سایر آمفتامین‌ها متمایز تلقی می‌شود. سایر فنتیل‌آمین‌هایی که مانند کاتینون دارای گروه کتونی هستند شامل مت‌کاتینون، ام‌دی‌پی‌وی، مفدرون و داروی ضدافسردگی بوپروپیون می‌باشد.